# Зелёные ворота
Зелёные ворота (пол. Brama Zielona, нем. Grünes Tor) — предположительно древнейшие из водных (речных) ворот Гданьска, упомянутые впервые в 1357 году. Первый образец характерного для города стиля фламандского маньеризма в Гданьске. Вместе с Золотыми и Высокими воротами ограничивает часть Длинной улицы и Длинного рынка, называемую Королевским трактом.
Построены в 1564—568 годах Гансом Кремером из Дрездена и Ренье Амстердамским на месте ворот Коггов, в качестве городской резиденции польских королей. Во фронтальной части здания сделаны четыре прохода, и план строения создаёт впечатление, что это замок. Для строительства использовался не встречавшийся до того в Гданьске кирпич небольшого размера, называемый голландским, так как он прибывал в качестве трюмного балласта кораблей из Амстердама.
Несмотря на их назначение, польские короли никогда не останавливались в Зелёных воротах, за исключением Марии Луизы (11—20 февраля 1646), которая ехала на бракосочетание с королём Владиславом IV.
В 1746—1829 в здании помещалось Данцигское общество естествоиспытателей. Восстановлены после разрушения во время Второй Мировой войны.
В XXI веке Зелёные ворота являются филиалом Национального музея в Гданьске. Здесь проводятся временные выставки, разного рода встречи, конференции и презентации. В одном из помещений находится офис бывшего президента Леха Валенсы.